# Euselachii
Euselachii sono un'infraclasse della classe dei pesci cartilaginei.

## Tassonomia
- Euselachii
  - † Artiodus
  - † Protacrodontidae
  - † Tristychiidae
  - † Hybodontiformes
  - Neoselachii